# Podangis
Podangis là một chi đơn loài thực vật có hoa trong họ Orchidaceae, gồm loài P. dactyloceras. Chi này được nhà thực vật học người Đức Rudolf Schlechter miêu tả năm 1914. Nó là loài bản địa của Tây Phi nhiệt đới phân bố từ Guinea ở Bắc đến Angola ở phía nam.